# Coleodactylus
Coleodactylus is een geslacht van hagedissen die behoren tot de gekko's en de familie Sphaerodactylidae.

## Naam en indeling
De wetenschappelijke naam van de groep werd voor het eerst voorgesteld door Hampton Wildman Parker in 1926. De hagedissen werden eerder aan andere geslachten toegekend, namelijk Homonota en Sphaerodactylus. Er zijn vijf soorten, inclusief de pas in 2012 beschreven soort Coleodactylus elizae. Eerder werd ook de soort Chatogekko amazonicus tot dit geslacht gerekend.
De geslachtsnaam Coleodactylus betekent vrij vertaald 'balvinger'.

## Verspreiding en habitat
De hagedissen komen voor in delen van Zuid-Amerika en leven in de landen Brazilië, Suriname, Guyana, Venezuela. Vier van de vijf soorten komen endemisch voor in Brazilië. De habitat bestaat uit vochtige tropische en subtropische laaglandbossen en zowel droge als vochtige savannen.

## Beschermingsstatus
Door de internationale natuurbeschermingsorganisatie IUCN is aan alle soorten een beschermingsstatus toegewezen. Drie soorten worden beschouwd als 'veilig' (Least Concern of LC), een soort als 'onzeker' (Data Deficient of DD) en een soort als 'bedreigd' (Endangered of EN).

## Soorten
Het geslacht omvat de volgende soorten, met de auteur en het verspreidingsgebied.
| Naam                          | Auteur                                        | Verspreidingsgebied                   |
| ----------------------------- | --------------------------------------------- | ------------------------------------- |
| Coleodactylus brachystoma     | Amaral, 1935                                  | Brazilië                              |
| Coleodactylus elizae          | Gonçalves, Torquato, Skuk & Araújo Sena, 2012 | Brazilië                              |
| Coleodactylus meridionalis    | Boulenger, 1888                               | Brazilië                              |
| Coleodactylus natalensis      | Freire, 1999                                  | Brazilië                              |
| Coleodactylus septentrionalis | Vanzolini, 1980                               | Brazilië, Suriname, Guyana, Venezuela |